# Ginyū Meika
Ginyū Meika (吟遊名華?  en español Divertida y dulce flor) es un capítulo único de Arina Tanemura publicado en la revista Ribon el año 2001. Este manga es un bonus que hay en el segundo tankobon de Full Moon en las ediciones china, japonesa, inglesa y española. 

## Argumento
Ginyuu Meika trata de un chico que tiene que tocar una sinfonía llamada "Kanon" y él cree que no le va a salir. Pero un día ve a una chica en un cerezo que dice ser un espíritu del árbol. La chica le dice que se llama Kanon, pero él ni se percata de que se llama como la sinfonía. Ella siempre le pide a él que toque para ella, pero él, muy orgulloso cuando se quita las gafas, porque tiene doble personalidad, nunca quiere tocar para ella. Van pasando los días y el chico va practicando y practicando hasta que llega el día de la audición y va a practicar al árbol, como de costumbre, pero han talado el cerezo para poder vender el terreno. El chico, preocupado, de todos modos va a tocar al auditorio y cuando acaba la canción el director del colegio, que es el mismo compositor de "Kanon", le dice que su hija le quiere ver y que hace poco que se ha recuperado. La chica es Kanon, el "espíritu" del cerezo. El chico persigue a Kanon, que escapa. Llegan al jardín, y Kanon le explica que ha estado de hospital en hospital, y cuando se curó, vio que sus compañeras le había dejado de lado. Se fugó del hospital, y se instaló en el árbol como "espíritu". También explica que le vio a él en una cinta de vídeo que su padre le había enseñado hacía dos años, y que se fijó cuando le vio tocar en el jardín. Después de que Kanon llore y relate a Akiyoshi las razones de su abandono como el espíritu del cerezo, él se quita las gafas y se declara.

## Personajes
- Akiyoshi Kiriyū: Es el protagonista de la historia. Tiene 12 años, y es considerado por los demás como un genio. Cuando se quita las gafas su verdadera personalidad aparece. Ha practicado mucho para poder superar a Matsuba.

- Kanon Serizawa: La chica a quien iba dirigida "Kanon", y la hija del director del colegio. Tiene 17 años, y una salud muy delicada. Siempre ha ido de hospital en hospital, y cuando recuperó las clases las compañeras la dejaron de lado. Se fugó de casa, e hizo ver que era un espíritu de un cerezo, que es lo quería ser si moría. Tiene un carácter alegre y jovial.

- Atsushi Serizawa: Padre de Kanon, compositor de la sinfonía del mismo nombre y director de la escuela donde hay el concurso.

- Matsuba: Compañero de Akiyoshi y principal rival. Es considerado un genio de la música.

## Anime
- Ginyū Meika ha sido sacada como Corto en el canal Buzz.

- Datos: Q11682098